# Aron Pálmarsson
Aron Pálmarsson (ur. 19 lipca 1990 w Hafnarfjörðurze) – islandzki piłkarz ręczny występujący na pozycji środkowego rozgrywającego w Aalborgu.
Karierę rozpoczął w klubie Haukar Hafnarfjörður, w którym występował przez przeszło 11 lat. W 2009 przeszedł do THW Kiel, z którym m.in. dwukrotnie wygrał Ligę Mistrzów. W 2015 przeniósł się do węgierskiego Veszprém, z którym triumfował m.in. w Lidze SEHA. W sezonie 2015/2016 został uznany za najbardziej wartościowego zawodnika (MVP) Ligi Mistrzów. W październiku 2017 przeszedł do FC Barcelony.
Podczas mistrzostw Europy w 2010 w Austrii zdobył brązowy medal.
W 2012 został wybrany najlepszym sportowcem roku w Islandii.

## Życie prywatne
Jest synem Pálmara Sigurðssona, byłego islandzkiego koszykarza i Heiðy Einarsdótti, która uprawiała piłkę ręczną. Jego wujkiem jest Eiður Guðjohnsen, islandzki piłkarz Club Brugge.

## Sukcesy

### Reprezentacyjne
- Mistrzostwa Europy:
  -  2010

### Klubowe
- Liga Mistrzów:
  -  (2x) 2010, 2012
  -  (1x) 2016
- Mistrzostwa Niemiec:
  -  (3x) 2010, 2012, 2013, 2014
- Puchar Niemiec:
  -  (3x) 2011, 2012, 2013
- Superpuchar Niemiec:
  -  (2x) 2011, 2012

## Nagrody indywidualne
- Igrzyska Olimpijskie:
  - najlepszy lewy rozgrywający Igrzysk Olimpijskich 2012 w Londynie
- EHF Champions League:
  - najbardziej wartościowy zawodnik (MVP) Ligi Mistrzów 2015/2016

## Wyróżnienia
- Najlepszy sportowiec roku 2012 w Islandii